# Tema natale

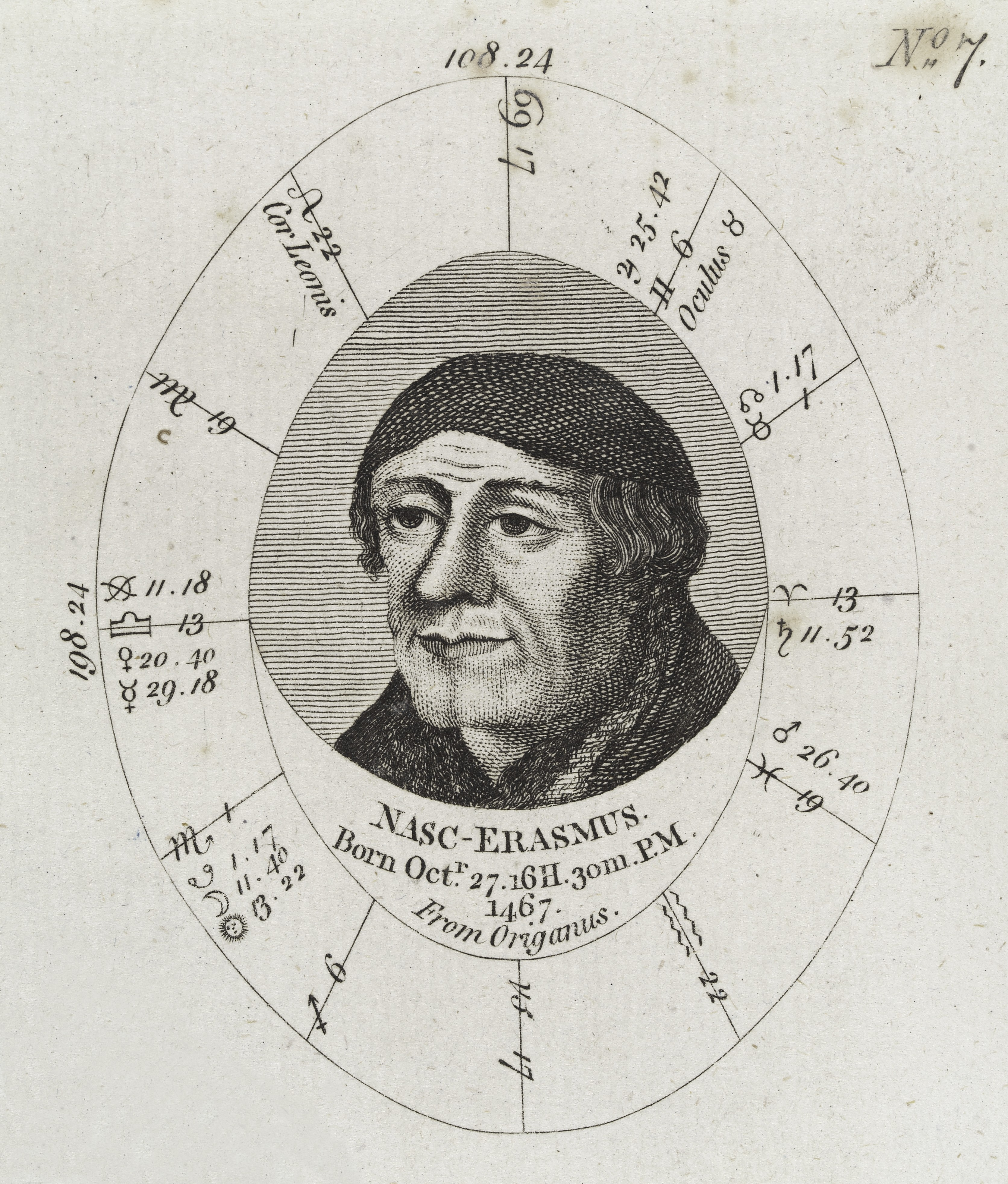
Tema natale di Erasmo da Rotterdam, nato il 27 ottobre 1467 alle 16:30, che presenta Sole e Luna in Scorpione, Mercurio e Venere in Bilancia, Marte e Saturno in Pesci, Giove in Gemelli

In astrologia il tema natale (detto anche tema astrale, carta natale, carta astrale, genitura, figura di natività, natus, carta della nascita o natività) è la raffigurazione simbolica della posizione dei pianeti, della linea visibile dell'orizzonte a est ("ascendente") e a ovest ("discendente"), dello zenit (il "punto più alto del cielo" o "medium coeli") e del nadir (il "punto più basso del cielo", o "imum coeli") come appaiono ad un osservatore dalla Terra nel preciso luogo e momento della nascita di un individuo, o dell'inizio temporale di una qualsiasi attività.

## Calcolo e rappresentazione

### Calcolo delle posizioni dei pianeti e dei punti cardinali

Questi sono i simboli astrologici dei pianeti più comunemente utilizzati dall'astrologia occidentale: Sole, Mercurio, Venere, Luna, Terra, Marte, Giove, Saturno, Urano, Nettuno e Plutone.

Per calcolare con la massima accuratezza possibile un tema natale, oltre alla data di nascita sono necessari anche il luogo e l'ora precisa; di solito viene considerato l'orario del primo respiro del neonato.
Sulla base di queste informazioni vengono consultate alcune tabelle chiamate "effemeridi" che contengono la posizione esatta dei pianeti e dei punti cardinali in determinati momenti del giorno o dell'anno; questi valori vengono poi interpolati per calcolare le posizioni precise dei pianeti e dei punti cardinali nel momento e luogo della nascita e i dati così calcolati saranno poi riportati graficamente sul tema natale.
Nel calcolare un tema natale l'orario di nascita riveste un'importanza critica.
In molti paesi esso può essere dedotto dall'estratto del certificato di nascita.
A volte però capita che l'orario venga arrotondato al quarto d'ora o alla mezz'ora più vicina dall'infermiere o dal medico che era presente alla nascita, rendendolo così solo parzialmente corretto.

### Raffigurazione delle posizioni

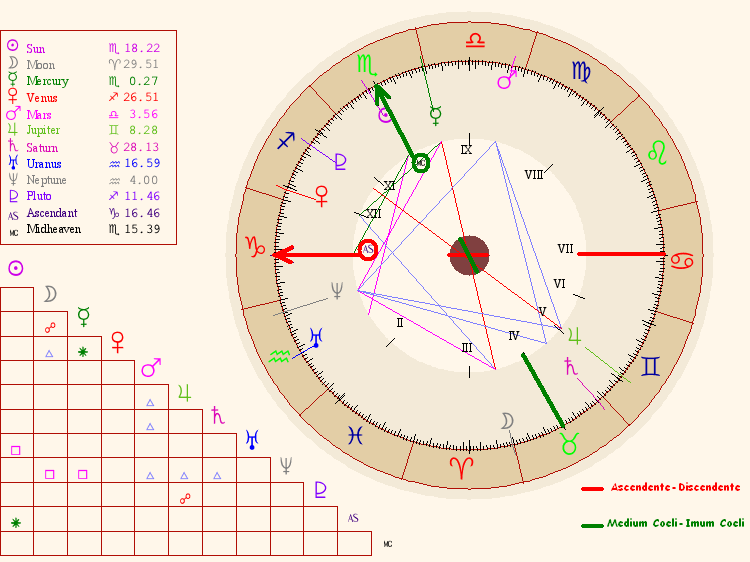
Esempio di un tema natale integrato con la rappresentazione tabellare delle posizioni e degli aspetti

La base della raffigurazione è solitamente una ruota divisa in 12 parti uguali di 30° ciascuna.
Queste parti rappresentano i 12 segni zodiacali disposti così come si vedono dalla Terra, nell'ordine dall'Ariete ai Pesci in senso antiorario.
Il centro della ruota rappresenta la Terra.
Si traccia il diametro che unisce il punto che tramontava a ovest ("discendente") con il punto che sorgeva a est ("ascendente") al momento della nascita; questa linea è chiamata "orizzonte" e l'angolo con cui viene solitamente disegnata la ruota è scelto in modo che questa linea sia orizzontale, con l'ascendente a sinistra e il discendente a destra.
L'ascendente è comunemente indicato con le lettere "As" o "Asc", mentre il discendente generalmente non è indicato.
In corrispondenza dei segni zodiacali vengono segnate le posizioni dei pianeti, tenendo conto della loro esatta posizione in gradi e decimi.
Ogni pianeta è rappresentato con il suo simbolo astrologico.
Si traccia un altro diametro pressappoco trasversale al primo, che indica lo zenit (il punto in alto in cui la verticale condotta dal luogo di nascita incontra la sfera celeste) e il nadir (il punto esattamente opposto allo zenit): il primo è detto medium coeli, il secondo imum coeli; questo diametro è chiamato "meridiano".
Il medium coeli è generalmente indicato con le lettere "MC" mentre l'imum coeli generalmente non è indicato.

### Domificazione

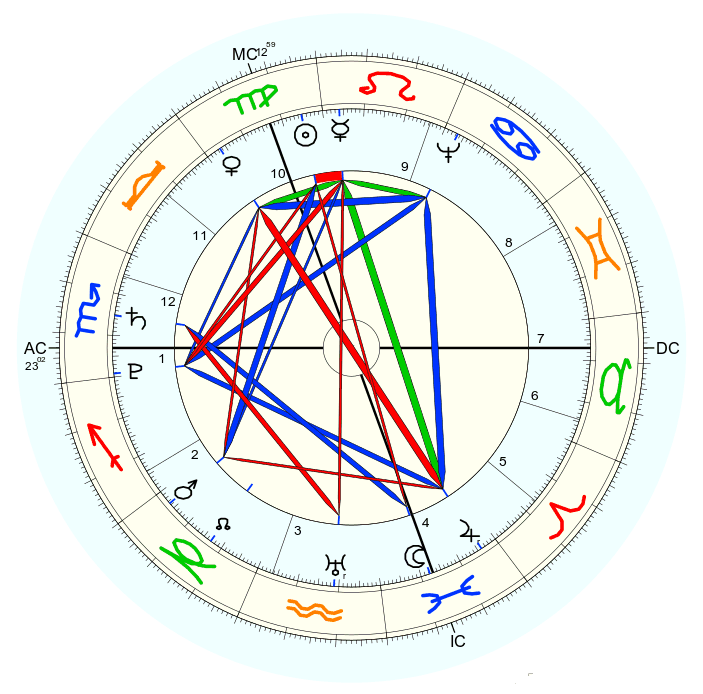
Tema natale completo di tutti gli aspetti, calcolato per il poeta Johann Wolfgang Goethe, nato il 28 agosto 1749 alle 12:30 a Francoforte sul Meno in Germania: la Luna in Pesci tradizionalmente ne rafforza le doti di empatia e sensibilità poetica, mentre il Sole all'apogeo nella Vergine fu da lui stesso interpretato come segno di grande forza creativa unita a concretezza intellettuale.

L'orizzonte e il meridiano dividono il tema natale in quattro quadranti; ogni quadrante è poi suddiviso ulteriormente in tre settori disuguali per un totale di 12 settori o case astrologiche, ciascuna delle quali attinente a una sfera dell'esistenza.
L'ordine è il seguente: case I, II e III tra ascendente e imum coeli; case IV, V, VI tra imum coeli e discendente; case VII, VIII e IX tra discendente e medium coeli; case X, XI e XII tra medium coeli e ascendente.
Ogni quadrante ha una casa angolare, che inizia in uno dei punti cardinali della carta, una casa successiva che la segue, ed una casa terminale alla fine del quadrante.
Le dimensioni e i relativi punti iniziali delle case si possono individuare attraverso diversi metodi astrologici, ma il più usato è quello detto "sistema Placido", ideato dall'astrologo Placidus de Tito; altri sistemi molto usati sono il "Campano" e il "Regiomontano".

### Raffigurazione degli aspetti astrologici
Fatto tutto ciò, si tracciano alcune linee tra pianeta e pianeta per raffigurare gli aspetti astrologici che assumono tra di loro nel cielo di nascita, ovvero l'ampiezza degli angoli in gradi che ne separano le posizioni nel tema natale.
Sono rappresentati solo gli aspetti ritenuti più importanti, ad esempio la congiunzione (circa 0° di differenza), la quadratura (circa 90°) il trigono (circa 120°) o l'opposizione (circa 180°).
Ogni aspetto è rappresentato con un colore o con un simbolo diverso.
Alcuni astrologi danno un maggior spessore alle linee dove gli aspetti sono più precisi (ad esempio una linea che rappresenta un'opposizione di 180° è raffigurata più spessa di un'altra linea che rappresenta un'opposizione di 177°).

### Variazioni
La struttura di un tema natale può variare sensibilmente, dato che alcuni astrologi scelgono di non includere la ruota astrologica.
Non tutte le carte, inoltre, sono circolari; possono essere anche disegnate su una base quadrata.
La maggior parte delle carte sono geocentriche, ovvero basate sulla Terra.
Non c'è ragione, però, che una carta non possa essere calcolata anche sulla base di un altro pianeta.
Alcuni astrologi usano carte eliocentriche, che richiedono solo un preciso orario di nascita, essendo il luogo il Sole.
Queste sono naturalmente costruzioni teoriche, ed hanno differenti interpretazioni diverse dalle carte natali geocentriche.

## Uso e interpretazione

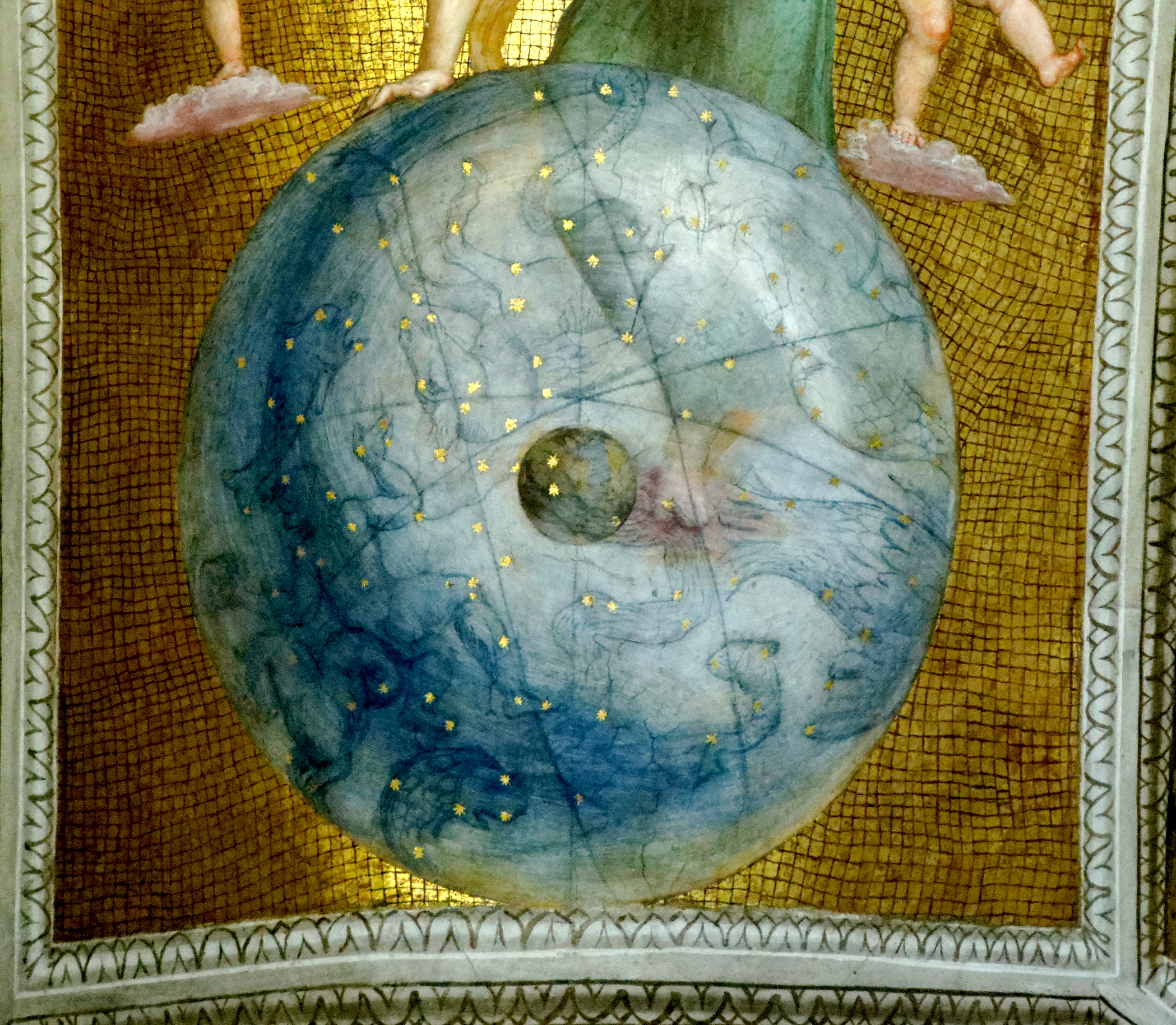
Affresco di Raffaello nelle Stanze Vaticane, che raffigura l'oroscopo di papa Giulio II al momento della sua elezione al soglio pontificio, il giorno 31 ottobre 1503 tre ore dopo il tramonto.

È uno strumento indispensabile dell'astrologo, ed è necessario per l'interpretazione del cielo di nascita di un individuo, o dell'inizio di una qualunque attività, con lo scopo di raccogliere informazioni relative all'individuo stesso, o all'esito dell'azione intrapresa (un viaggio, un matrimonio, la stipula di un contratto, ecc.)
Dal tema natale finito si individuano dignità, debilità, aspetti planetari positivi e negativi, oltre a posizione del Sole, della Luna e degli altri pianeti nei segni zodiacali e nelle case.
Viene data rilevanza anche alla posizione dei punti cardinali, in particolare all'ascendente e al medium coeli.
Siccome il Sole, la Luna, i pianeti e gli angoli principali nel cielo sono in perenne movimento relativo rispetto alla Terra, ogni secondo che passa il tema natale si modifica, seppur lentamente, e un nuovo tema può essere teoricamente calcolato per ogni momento in qualsiasi luogo.
Ogni tema natale è personale ed unico, in quanto dipende dal giorno, dall'ora e dal preciso luogo di nascita.
Anche le carte natali di una coppia di gemelli sono spesso leggermente differenti, a causa dell'intervallo di tempo che intercorre tra le rispettive nascite.
Gli astrologi interpretano il tema natale considerando tutti questi fattori, prima uno per uno e poi nell'insieme, per descrivere carattere, interessi e destino, ossia quello che è chiamato l'oroscopo personale di un individuo.